# 안나마리아 시에클루츠카
안나마리아 시에클루츠카(Anna-Maria Sieklucka, 1992년 5월 31일 ~ )는 폴란드의 배우이다. 영화 《365일》 시리즈의 주인공 라우라 비엘 역을 통해 이름을 알렸다.

## 출연 작품

### 영화
- 365일 (2020) - 라우라 비엘 역
- 365일: 오늘 (2022) - 라우라 비엘 역